# Csan-kuo cö
A Csan-kuo cö (Zhanguo ce) ókori kínai történeti mű, amelynek címéről a kínai történetírói hagyomány a benne tárgyalt, az i. e. 5. századtól az i. e. 3. századig terjedő történelmi időszakot, a Hadakozó fejedelemségek korát is elnevezte utólag. Az ismeretlen szerzők műveinek végleges formába öntője az i. e. 1 században élt Liu Hsziang (Liu Xiang), ám elkészülte idejeként hagyományosan a második Csin (Qin) császár, Csin Er Si Huang-ti (Qin Er Shi Huangdi) trónaralépésének második évét, i. e. 209-et tüntetik fel.

## Címe, címváltozatai
Csan-kuo cö (Zhanguo ce)nek magyarul egyelőre nincs fordítása, de a kínai történelemmel, irodalommal kapcsolatos magyar nyelvű könyvek, tanulmányok hivatkozásaiban általában A hadakozó fejedelemségek politikája, vagy A hadakozó fejedelemségek intrikái címen fordítják.
A Csan-kuo cö (Zhanguo ce) a történelem során többféle címet is viselt, többféle címváltozatban hivatkoztak rá:
- Kuo cö (Guo ce) 《國策》 („A fejedelemségek politikája”)
- Kuo si (Guo shi) 《國事》 („A fejedelemségek ügyei”)
- Tuan csang (Duan chang) 《短長》 („Hátrányok és előnyök”)
- Csang su (Chang shu) 《長書》 („Előnyök könyve”)
- Si jü (Shi yu) 《事語》 („Az ügyek könyve”)
- Hsziu su (Xiu shu) 《修書》 („Hsziu (Xiu) könyve”)

## Szerzősége és keletkezési ideje
.

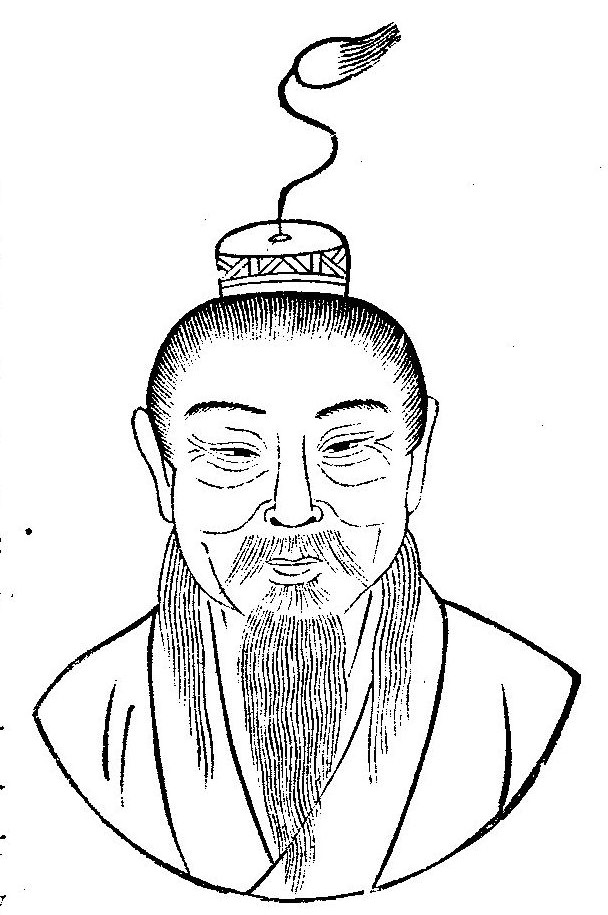
A Csan-kuo cö (Zhanguo ce) végleges változatának összeállítója: Liu Hsziang (Liu Xiang)

A mű legteljesebb változata abban a formában maradt fenn, amelyik a Han-kor kiváló tudósának, Liu Hsziang (Liu Xiang)nak (劉向 / 刘向; i. e. 77-i. e. 6.) az előszavát tartalmazza, épp ezért ő az egyetlen személy, akit bizonyosan a műhöz lehet kapcsolni. Azonban Liu Hsziang (Liu Xiang) saját bevallása szerint is csupán összeállítója a műnek. Az i. e. 26-tól i. e. 8-ig tartó munkája során számos, a Hadakozó fejedelemségek korából származó szöveget használt fel. Liu fel is sorol néhány címet azok közül, amelyet az általa felhasznált szövegek viseltek (lásd az előző szakaszt), és valóban ő volt az, aki a művet a ma is ismert Csan-kuo cö (Zhanguo ce) címmel ellátta. Az ókori kínai írásbeliség legfontosabb bibliográfiájában, amelyet a Han-dinasztia hivatalos történeti műve, az i. sz. 100 körül már elkészült Han su (Han shu) tartalmaz, már nem is szerepelnek a korábbi címek, amely arra utalhatna, hogy Liu Hsziang (Liu Xiang) szerkesztői tevékenységét követően még léteztek volna szövegvariánsok, vagy legalább részleteiben ismertek lettek volna önálló művek a Csan-kuo cöhöz (Zhanguo cehez) kapcsolódóan. Az azonban ma már nem állapítható meg, hogy a mű jelenlegi formájában szereplő szövegek, fejezetek kiknek a munkája, és a Hadakozó fejedelemségek korán belül, pontosan mikor keletkeztek.

## Kommentátorai
Csan-kuo cö (Zhanguo ce) Liu Hsziang (Liu Xiang) által összeállított és véglegesített, ma ismert változatának a történelem során több kommentátora, magyarázója is volt. A legkorábbi Kao Jü (Gao Yu) 高誘 (168-212.), aki a Huaj-nan-ce (Huainanzi) kommentátoraként is ismert. A mű második legnépszerűbb kommentárja 1147-ből származik és Pao Piao (Bao Biao) 鮑彪 (1106–1149) munkája. Érdemes még megemlíteni a mongol Jüan (Yuan)-dinasztia idején élt Vu Si-tao (Wu Shidao) 吳師道 (1283–1344) nevét, aki a legkomolyabb kritikai munkát végezte a szövegen, amellyel 1325-ben készült el, és amely majd csak halála után, 1355-ben került kinyomtatásra.

## Korai töredékek
1973-ig csupán a Liu Hsziang (Liu Xiang) által összeállított Csan-kuo cö (Zhanguo ce) volt ismert. Azonban ebben az évben, a Hunan tartományban található Mavangtuj (Mawangdui) 馬王堆 településen végzett régészeti feltárás során egy, az i. e. 168-ban lezárt sírból nagy mennyiségű írott szöveget tartalmazó selyem került elő. A rendkívül jelentős leletegyüttes ma a „mavangtuji (mawangdui-i) selyem-kéziratok” (Mavangtuj po-su (Mawangdui boshu) 馬王堆帛書) néven ismert. A mintegy 28 különböző mű hosszabb-rövidebb szövegtöredékét tartalmazó selymeken, az Út és erény könyve és a Változások könyve legkorábban feljegyzett töredékes szövegein kívül a Csan-kuo cö (Zhanguo ce) számos fejezete is napvilágot látott. 27 előkerült fejezet az addig ismert szöveg mintegy 60%-át teszi ki. A szöveg keltezését nagyban segítette, hogy nem szerepel, illetve azonos hangzású szóval helyettesítették az i. e. 202 és i. e. 195. között uralkodott Kao-cu (Gaozu) 高祖 császár (i. e. 256/247-i. e. 195.) személynevét a pang (bang) 邦 írásjegyet, amit a „névtabu” gyakorlata tett szükségessé, mely szerint az aktuális uralkodó nevét nem volt szabad leírni. Az 1976-ban publikált anyag máig rendkívül fontos és nélkülözhetetlen forrás a Csan-kuo cö (Zhanguo ce) szövegének filológiai kutatásaihoz.

## Tartalma
Liu Hsziang (Liu Xiang) előszavában azt állítja, hogy a mű a Tavasz és ősz korszak végétől a Csu (Chu) 楚 és Han 漢 fejedelemség felemelkedéséit tartó 245 év eseményeit rögzíti. Ez, a mai tudásunk szerint az i. e. 454-től i. e. 209-ig tartó időszakot jelentené. Ezzel szemben a műben szereplő legrégebben élt személy a Vej (Wei)-házbeli 衛 Ling 靈 herceg, aki i. e. 534 és i. e. 493. között uralkodott, míg az utolsó tárgyalt esemény a Csin Si Huang-ti (Qin Shi Huangdi) ellen végrehajtott i. e. 221-es merényletkísérlet. A szakértők ezt az ellentmondást a Liu Hsziang (Liu Xiang) munkáját követő későbbi átszerkesztésekkel magyarázzák.
A mű szövege tartalmi szempontból a Hadakozó fejedelemségek korának politikai szövetségeinek és széthúzásainak eseményeit szövi lendületes, ritmikus prózába.
Ecsedy Ildikó a következőképpen jellemzi:

„A történeti hősök sorsában azonban csak az »elfajult« utókort ragadta meg a kaland; a kortársi írástudó hagyomány a bennük rejlő erkölcsi példázat kedvéért idézgette őket, epikus ihlet helyett filozófiai tanulságokat merített belőlük.”

A mű modern kori kiváló ismertetője, Tsien Tsuen-hsuin (Csien Cun-hszin (Qian Zunxin) 錢存訓) pedig a következőket írja:

„A sajátos stílusú könyv diplomáciai jellegű érvelésekkel és példákkal alátámasztva fejti ki a hatalmi politikák stratégiáit. A színes jellemzésekkel tarkított okos meggyőzés módszere szellemességet és humort kölcsönöz a műnek, melynek irodalmi értéke nagyobb, mint a történeti.”

## Szerkezete
A 120 ezer írásjegy terjedelmű szöveg alapvetően 33 fejezetre (csüan (juan) 卷) van osztva, amely további 497 alfejezetre vagy szakra oszlik. A nagyobb tartalmi egységeket a korszak fejedelemségeinek történései jelölik ki, bár gyakorta előfordul, hogy egy-egy fejedelemségnek akár 3-6 teljes fejezetet is szentelnek, míg arra is van példa (32. fejezet), hogy egy fejezeten belül két kisebb, jelentéktelenebb fejedelemség történetei vannak összekapcsolva. A mű szerkezetét az alábbi táblázat szemlélteti: 
| Fejezetszám | Kínaiul | Magyarul                                          | A mavangtuji (mawangdui-i) fejezetekkel való egyezés                                             |
| ----------- | ------- | ------------------------------------------------- | ------------------------------------------------------------------------------------------------ |
| 01.         | 东周策  | Keleti Csou (Zhou) politikája                     | nincs                                                                                            |
| 02.         | 西周策  | Nyugati Csou (Zhou) politikája                    | nincs                                                                                            |
| 03.         | 秦策    | Csin (Qin) fejedelemség politikája                | 19. fejezet/Csin (Qin) 3:2                                                                       |
| 04.         | 秦策    | Csin (Qin) fejedelemség politikája                | 19. fejezet/Csin (Qin) 3:2                                                                       |
| 05.         | 秦策    | Csin (Qin) fejedelemség politikája                | 19. fejezet/Csin (Qin) 3:2                                                                       |
| 06.         | 秦策    | Csin (Qin) fejedelemség politikája                | 19. fejezet/Csin (Qin) 3:2                                                                       |
| 07.         | 秦策    | Csin (Qin) fejedelemség politikája                | 19. fejezet/Csin (Qin) 3:2                                                                       |
| 08.         | 齐策    | Csi (Qi) fejedelemség politikája                  | nincs                                                                                            |
| 09.         | 齐策    | Csi (Qi) fejedelemség politikája                  | nincs                                                                                            |
| 10.         | 齐策    | Csi (Qi) fejedelemség politikája                  | nincs                                                                                            |
| 11.         | 齐策    | Csi (Qi) fejedelemség politikája                  | nincs                                                                                            |
| 12.         | 齐策    | Csi (Qi) fejedelemség politikája                  | nincs                                                                                            |
| 13.         | 齐策    | Csi (Qi) fejedelemség politikája                  | nincs                                                                                            |
| 14.         | 楚策    | Csu (Chu) fejedelemség politikája                 | 23. fejezet/Csu (Chu) 4:13                                                                       |
| 15.         | 楚策    | Csu (Chu) fejedelemség politikája                 | 23. fejezet/Csu (Chu) 4:13                                                                       |
| 16.         | 楚策    | Csu (Chu) fejedelemség politikája                 | 23. fejezet/Csu (Chu) 4:13                                                                       |
| 17.         | 楚策    | Csu (Chu) fejedelemség politikája                 | 23. fejezet/Csu (Chu) 4:13                                                                       |
| 18.         | 赵策    | Csao (Zhao) fejedelemség politikája               | 21. fejezet/Csao (Zhao) 1:9 18. fejezet/Csao (Zhao) 4:18                                         |
| 19.         | 赵策    | Csao (Zhao) fejedelemség politikája               | 21. fejezet/Csao (Zhao) 1:9 18. fejezet/Csao (Zhao) 4:18                                         |
| 20.         | 赵策    | Csao (Zhao) fejedelemség politikája               | 21. fejezet/Csao (Zhao) 1:9 18. fejezet/Csao (Zhao) 4:18                                         |
| 21.         | 赵策    | Csao (Zhao) fejedelemség politikája               | 21. fejezet/Csao (Zhao) 1:9 18. fejezet/Csao (Zhao) 4:18                                         |
| 22.         | 魏策    | Vej (Wei) fejedelemség politikája                 | 15. fejezet/Vej (Wei) 3:3 16. fejezet/Vej (Wei) 3:8                                              |
| 23.         | 魏策    | Vej (Wei) fejedelemség politikája                 | 15. fejezet/Vej (Wei) 3:3 16. fejezet/Vej (Wei) 3:8                                              |
| 24.         | 魏策    | Vej (Wei) fejedelemség politikája                 | 15. fejezet/Vej (Wei) 3:3 16. fejezet/Vej (Wei) 3:8                                              |
| 25.         | 魏策    | Vej (Wei) fejedelemség politikája                 | 15. fejezet/Vej (Wei) 3:3 16. fejezet/Vej (Wei) 3:8                                              |
| 26.         | 韩策    | Han (Han) fejedelemség politikája                 | 23. fejezet/Han 1:16                                                                             |
| 27.         | 韩策    | Han (Han) fejedelemség politikája                 | 23. fejezet/Han 1:16                                                                             |
| 28.         | 韩策    | Han (Han) fejedelemség politikája                 | 23. fejezet/Han 1:16                                                                             |
| 29.         | 燕策    | Jen (Yan) fejedelemség politikája                 | 05. fejezet/Jen (Yan) 1:5 és Jen (Yan) 1:12 20. fejezet/Jen (Yan) 1:11 04. fejezet/Jen (Yan) 2:4 |
| 30.         | 燕策    | Jen (Yan) fejedelemség politikája                 | 05. fejezet/Jen (Yan) 1:5 és Jen (Yan) 1:12 20. fejezet/Jen (Yan) 1:11 04. fejezet/Jen (Yan) 2:4 |
| 31.         | 燕策    | Jen (Yan) fejedelemség politikája                 | 05. fejezet/Jen (Yan) 1:5 és Jen (Yan) 1:12 20. fejezet/Jen (Yan) 1:11 04. fejezet/Jen (Yan) 2:4 |
| 32.         | 宋卫策  | Szung (Song) és Vej (Wei) fejedelemség politikája | nincs                                                                                            |
| 33.         | 中山策  | Csung-san (Zhongshan) fejedelemség politikája     | nincs                                                                                            |